# Епископ горњокарловачки Лукијан
Лукијан (Лукијан Николајевић, Стејановци код Руме, 1817 — Даљ код Осијека, 16. септембар 1872) био је епископ Српске православне цркве на престолу горњокарловачких владика.

## Живот
Епископ Лукијан је рођен 1817. у Стејановцима у Срему. Гимназију, сегедински лицеј, Богословију у Карловцима и студије на Пештанском универзитету завршио је са одличним успехом.
Замонашен је у манастиру Крушедолу. Као архимандрит манастира Крушедола изабран је за епископа горњокарловачког и посвећен 29. јуна 1865. Устоличен је тек 1867. „Као прави син свог народа, задушан према сиротињи, њежан и брижљив син, вјеран пријатељ, – свима је био све. Свој је био најмање. Сав у служби човјештва. До смрти сиромах. – Никог није увриједио, ником се светио, никога оговорио и озлобио, никог тужио ни судио. На његове руке и његово име није ничија суза канула, али се на његовом срцу уставила многа“.
Епископ Лукијан је умро у Даљу 16. септембра 1872, где је и сахрањен.